# Robert Knud Pilger
Robert Knud Friedrich Pilger (3 de julio de 1876-9 de enero de 1953) fue un botánico, y algólogo alemán, que se especializó en el estudio de las coníferas. Fue director del Jardín zoológico de Berlín, desde 1945 a 1950.

## Honores
Botánica
Géneros
- (Cupressaceae) Pilgerodendron Florin[1]

- (Poaceae) Pilgerochloa Eig[2]

Especies
- (Amaranthaceae) Iresine pilgeri Suess.[3]

- (Aristolochiaceae) Aristolochia pilgeriana O.C.Schmidt[4]

- (Asteraceae) Koyamacalia pilgeriana (Diels) H.Rob. & Brettell[5]

- (Begoniaceae) Begonia pilgeriana Irmsch.[6]

- (Brassicaceae) Draba × pilgeri O.E.Schulz[7]

- (Caesalpiniaceae) Sclerolobium pilgerianum Harms[8]

- (Costaceae) Costus pilgeri K.Schum.[9]

- (Eriocaulaceae) Eriocaulon pilgeri Ruhland[10]

- (Fabaceae) Astragalus pilgeri J.F.Macbr.[11]

- (Gentianaceae) Gentianella pilgeriana (Gilg) T.N.Ho & S.W.Liu[12]

- (Lycopodiaceae) Urostachys pilgerianus Herter ex Nessel[13]

- (Meliaceae) Cedrela pilgeri C.DC.[14]

- (Myrtaceae) Jambosa pilgeriana K.Schum. & Lauterb.[15]

- (Myrtaceae) Syzygium pilgerianum (Lauterb. & K.Schum.) Merr. & L.M.Perry[16]

- (Ochnaceae) Ouratea pilgeri Tiegh.[17]

- (Orchidaceae) Habenaria pilgeri Schltr.[18]

- (Oxalidaceae) Hypseocharis pilgeri R.Knuth[19]

- (Poaceae) Chusquea pilgeri E.G.Camus[20]

- (Podocarpaceae) Podocarpus pilgeri Foxw.[21]

- (Podostemaceae) Apinagia pilgeri Mildbr.[22]

- (Portulacaceae) Portulaca pilgeri Poelln.[23]

- (Sapindaceae) Chytranthus pilgerianus (Gilg ex Radlk.) Pellegr.[24]

- (Sterculiaceae) Helicteres pilgeri R.E.Fr.[25]